# Pure Love (álbum)
Pure Love es el tercer álbum de estudio del músico estadounidense Ronnie Milsap. Fue publicado en abril de 1974 a través del sello discográfico RCA Records.

## Recepción de la crítica
Un escritor no especificado de Record World describió Pure Love como “una salida muy positiva para este talentoso artista”. Un escritor no especificado de Billboard escribió: “Ronnie hace muchos de los sencillos realizados anteriormente por otros (Connie Smith, Charley Pride, Jim Reeves y Charlie Rich), pero hay suficiente distinción de Millsap para que este sea un ganador”.

## Lista de canciones
| Lado uno |                                    |                              |                       |          |  |
| N.º      | Título                             | Escritor(es)                 | Acompañamiento vocal  | Duración |  |
| 1.       | «My Love Is Deep, My Love Is Wide» | Ben Peters                   | The Jordanaires       | 2:34     |  |
| 2.       | «Amazing Love»                     | John Schweers                | The Jordanaires       | 3:18     |  |
| 3.       | «Pure Love»                        | Eddie Rabbitt                | The Nashville Edition | 2:19     |  |
| 4.       | «Four Walls»                       | Marvin Moore George Campbell | The Jordanaires       | 3:06     |  |
| 5.       | «Streets of Gold»                  | Jim Lunsford                 | The Jordanaires       | 2:15     |  |

| Lado dos |                                           |                    |                       |          |  |
| N.º      | Título                                    | Escritor(es)       | Acompañamiento vocal  | Duración |  |
| 1.       | «Love the Second Time Around»             | Schweers           | The Nashville Edition | 3:02     |  |
| 2.       | «Please Don't Tell Me How the Story Ends» | Kris Kristofferson | The Nashville Edition | 2:14     |  |
| 3.       | «All My Roads (Lead Back to You)»         | Bob Morrison       | The Jordanaires       | 2:32     |  |
| 4.       | «Behind Closed Doors»                     | Kenny O'Dell       | The Jordanaires       | 2:53     |  |
| 5.       | «Blue Ridge Mountains Turnin' Green»      | Lunsford           | The Jordanaires       | 3:05     |  |

## Créditos y personal
Créditos adaptados desde las notas de álbum de Pure Love.
Personal técnico
- Tom Collins – productor
- Jack D. Johnson – productor
- Al Pachucki – ingeniero de audio
- David Roys – técnico de estudio
- Mike Shockley – técnico de estudio
- John Donegan – fotografía
- Paul Hemphill – notas de álbum

## Posicionamiento

### Gráfica semanal
| Gráfica (1974)                             | Pico de posición |
| ------------------------------------------ | ---------------- |
| Estados Unidos (Billboard Hot Country LPs) | 8                |
| Estados Unidos (Cash Box Top Country LP's) | 3                |

### Gráfica de fin de año
| Gráfica (1974)                             | Pico de posición |
| ------------------------------------------ | ---------------- |
| Estados Unidos (Billboard Hot Country LPs) | 31               |
| Estados Unidos (Cash Box Top Country LP's) | 5                |